# Эльцталь (Оденвальд)
Эльцталь (нем. Elztal) — община в Германии, в земле Баден-Вюртемберг.
Подчиняется административному округу Карлсруэ. Входит в состав района Неккар-Оденвальд. Население составляет 5969 человек (на 31 декабря 2010 года). Занимает площадь 46,63 км².
Коммуна подразделяется на 5 сельских округов.

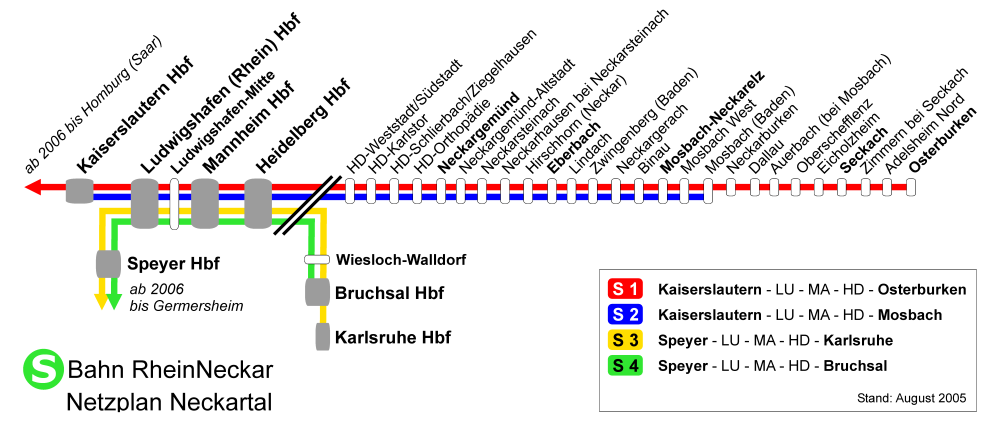
Эльцталь (Оденвальд)